# St. Margareta (Unterhaimbuch)

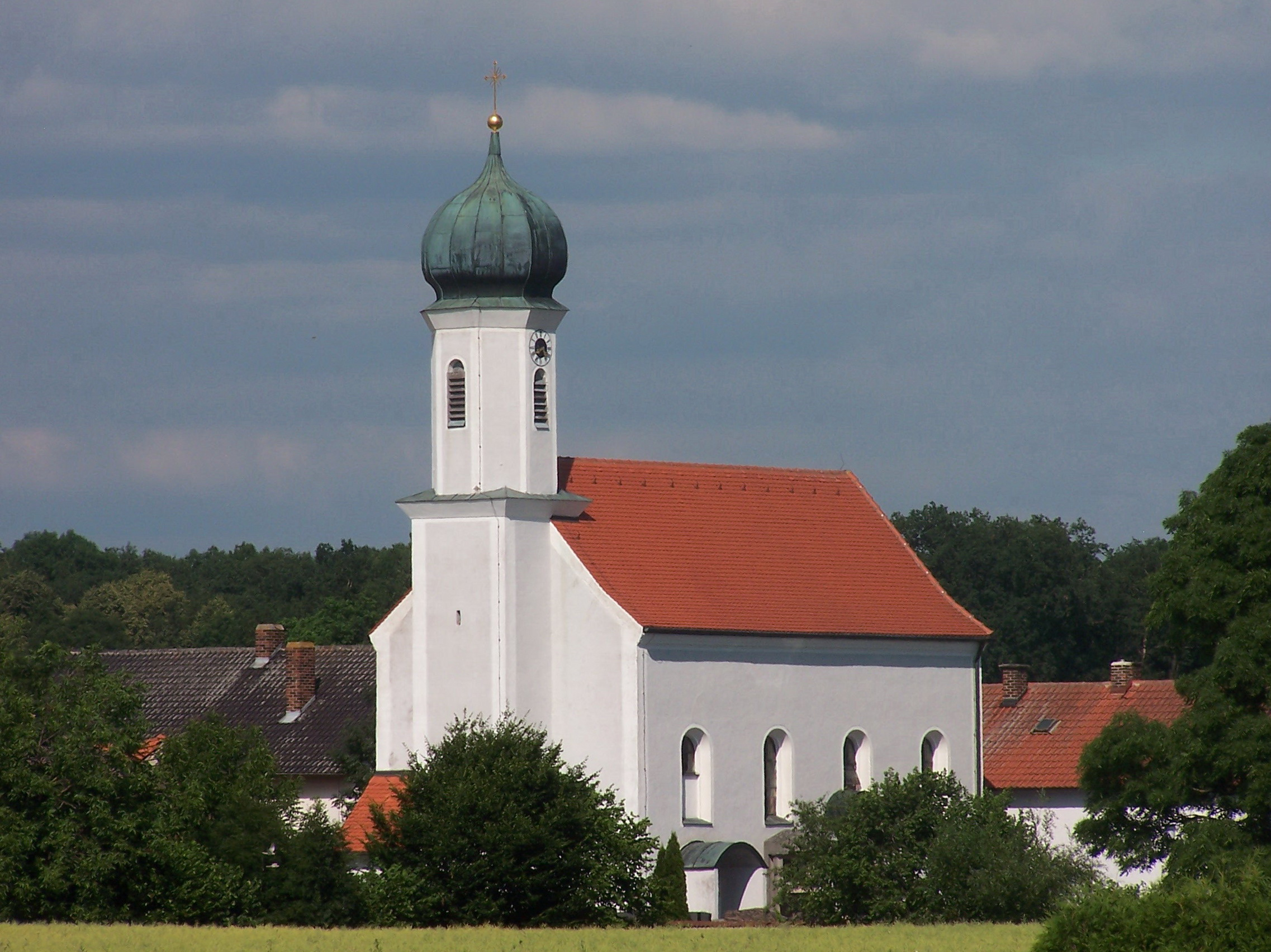
St. Margareta (Unterhaimbuch)

Die römisch-katholische, denkmalgeschützte Filialkirche St. Margareta steht in Unterhaimbuch, einem Gemeindeteil der Gemeinde Mötzing im Landkreis Regensburg in der Oberpfalz. Sie gehört zum Bistum Regensburg. Das Bauwerk ist unter der Denkmalnummer D-3-75-171-13 als Baudenkmal in die Bayerische Denkmalliste eingetragen.

## Beschreibung
Die Saalkirche wurde um 1730 erbaut. Sie besteht aus einem Langhaus, einem gleich breiten, dreiseitig geschlossenen Chor im Osten und einem in das Langhaus teilweise eingestellten Kirchturm auf quadratischem Grundriss im Westen. Das achteckige Obergeschoss des Kirchturms enthält die Turmuhr und den Glockenstuhl und ist mit einer Zwiebelhaube bedeckt.
Der Innenraum des Langhauses ist mit einem Stichkappengewölbe überspannt. Die Fresken an der Decke zeigen den Tod der Margareta von Antiochia, die Kreuzauffindung durch die heilige Helena und die Wundbehandlung des heiligen Sebastian. Zur Kirchenausstattung gehört ein um 1730 gebauter Hochaltar, auf dessen Altarretabel die heilige Margareta dargestellt ist. Im Altarauszug ist die Krönung Mariens zu sehen. Die Kanzel entstand zur gleichen Zeit.